# Finch (película)
Finch es una película estadounidense de drama, aventura y ciencia ficción de 2021 protagonizada por Tom Hanks. Hanks interpreta a Finch, un ingeniero en robótica y uno de los pocos supervivientes de un cataclismo solar que ha desolado la Tierra. Su perro es su  única compañía en el búnker en el que se ha refugiado durante una década. Finch crea un robot para asistirlos, pero la amenaza de una tormenta les hace lanzarse a la carretera mientras el robot encuentra su lugar y descubre cuál es la misión para la que ha sido creado.  
La película está escrita por Craig Luck e Ivor Powell, y dirigida por Miguel Sapochnik.

## Argumento
Han pasado diez años desde que una masiva llamarada solar destruyó la capa de ozono, convirtiendo al planeta Tierra en un páramo en gran parte inhabitable devastado por fenómenos meteorológicos extremos mientras era abrasado por el  sol  rayos ultravioleta, aumentando las temperaturas a 70 grados Celsius (158,00000000126 °F). Uno de los pocos supervivientes, el ingeniero robótico Finch Weinberg, vive solo con su perro Goodyear y un robot ayudante Dewey en un subterráneo St. Louis laboratorio perteneciente a la empresa para la que trabajaba antes del cataclismo. Finch solo se aventura afuera para buscar suministros usando un traje protector.
Muriendo de una dolencia no revelada (aunque se ve a Finch leyendo un libro sobre envenenamiento por radiación), Finch está trabajando en la creación de un robot humanoide más avanzado para cuidar a su perro una vez que se haya ido. Finch lo alimenta con volúmenes de conocimientos enciclopédicos, incluido un manual para el entrenamiento y el cuidado de perros. Sin embargo, Goodyear inicialmente no confía en el robot (que finalmente elige el nombre "Jeff").
Finch observa que una tormenta masiva que se acerca a St. Louis ciertamente destruiría el área y lo mataría. Finch, Jeff, Dewey y Goodyear partieron en una autocaravana muy modificada hacia San Francisco. Debido a la salida apresurada, Jeff pudo descargar solo el 72% de sus datos enciclopédicos, y su capacidad mental requiere entrenamiento. A pesar de que su condición empeora, Finch intenta enseñarle a Jeff algunas lecciones valiosas sobre la vida y cómo proteger a Goodyear. El comportamiento inquisitivo de Jeff divierte y frustra a Finch, pero el robot muestra poco a poco más iniciativa.
Cuando llegan a Denver, Finch queda postrado en cama y Jeff decide saquear un hospital abandonado con Dewey. Dewey, sin saberlo, es aplastado por una trampa para osos y Finch recupera a Jeff para escapar de la ciudad, dándose cuenta de que el área es una trampa tendida por otros humanos. Más tarde en la noche, la casa rodante es perseguida por un automóvil desconocido. Finch comete un error de juicio de pánico y choca su vehículo a través de un paso subterráneo demasiado corto para cruzar, pero Jeff es lo suficientemente fuerte como para sacarlo de la vista. Finch comienza a perder la esperanza de sobrevivir al viaje y cuenta una historia (en un flashback) sobre cómo rescató a Goodyear.
Al acercarse a su destino, la radiación ultravioleta se ha reducido lo suficiente como para que Finch pueda salir al sol sin un traje protector. Extasiado, Finch pasa una tarde al aire libre con Jeff, enseñándole a jugar  fetch con Goodyear antes de morir silenciosamente, Finch muere y le incineran en medio del desierto, Jeff y Goodyear se despiden de el en su funeral. Jeff y Goodyear se dirigen a San Francisco, encuentran la ciudad habitable pero desierta, y se dispusieron a encontrar a los humanos supervivientes.

## Reparto
- Tom Hanks como Finch Weinberg, un inventor enfermo y uno de los pocos sobrevivientes en la Tierra.
- Caleb Landry Jones como el robot Jeff ( voz y captura de movimiento).
- Seamus como el perro Goodyear.

## Producción
En octubre de 2017, se anunció que Tom Hanks protagonizaría la película BIOS. Miguel Sapochnik dirigiría la película, producida por Robert Zemeckis y Kevin Misher, a partir de un guion de Craig Luck e Ivor Powell. Varios estudios importantes competían por los derechos de la película, esperando que la producción comenzara a principios de 2018. Unos días más tarde, se informó que Amblin Entertainment había comprado el proyecto, con Universal Studios listo para distribuirlo. En enero de 2019, Caleb Landry Jones se unió al elenco en un papel de "captura de movimiento" como el robot que construye Finch.
En marzo de 2019, Samira Wiley se unió a la película, pero finalmente su participación fue eliminada de la película.
La producción principal comenzó el 25 de febrero de 2019 y concluyó el 19 de mayo de 2019 en Vancouver (Canadá). El rodaje también tuvo lugar en  Santa Fe,  Shiprock,  Los Lunas,  Socorro  y el Monumento Nacional White Sands, y finalizó en mayo de 2019.

## Estreno
Inicialmente programada para el 2 de octubre de 2020, fue pospuesta para el 16 de abril de 2021. Posteriormente, fue anunciada como un futuro estreno de Apple TV, tras adquirir los derechos de distribución, el 5 de noviembre de 2021.